# Tegulaherpia
Tegulaherpia is een geslacht van wormmollusken uit de  familie van de Lepidomeniidae.

## Soorten
- Tegulaherpia myodoryata Salvini-Plawen, 1988
- Tegulaherpia stimulosa Salvini-Plawen, 1983
- Tegulaherpia tasmanica Salvini-Plawen, 1988